# Осеченка (река)
Осеченка (до озера Осечно — Судеревка) — река в России, протекает по Вышневолоцкому району Тверской области. Вытекает из озера Пучино, протекает через озеро Осечно. Устье реки находится в 164 км от устья реки Тверцы по левому берегу. Длина реки составляет 25 км, площадь водосборного бассейна — 242 км².

## Данные водного реестра
По данным государственного водного реестра России относится к Верхневолжскому бассейновому округу, водохозяйственный участок реки — Тверца от истока (Вышневолоцкий гидроузел) до города Тверь, речной подбассейн реки — Волга до Рыбинского водохранилища. Речной бассейн реки — (Верхняя) Волга до Куйбышевского водохранилища (без бассейна Оки).
Код объекта в государственном водном реестре — 08010100512110000001973.

### Притоки
(указано расстояние от устья)
- 8 км: река Иленка (лв)